# Isma Ouadah
Pour les articles homonymes, voir Ouadah.
Isma Ouadah, née le 19 janvier 1983, est une ancienne footballeuse internationale algérienne évoluant au poste de défenseur,.

## Biographie

### Carrière internationale
Elle participe au championnat d'Afrique 2010 organisé en Afrique du Sud, et à la Coupe d'Afrique des nations 2018 organisée au Ghana.

## Palmarès

### En club
- Championnat des Émirats arabes unis : 2015[5], 2016[6]